# Родное (Лозовской район)
Родное (укр. Рідне; до 2025 года — Победа) — село,
Суданский сельский совет,
Лозовский район,
Харьковская область, Украина.
Код КОАТУУ — 6324587007. Население по переписи 2001 года составляет 225 (99/126 м/ж) человек.

## Географическое положение
Село Ридное находится у истоков безымянной пересыхающей речушки, которая через 8 км впадает в реку Орелька.
К селу примыкает село Радомисловка.
Через село проходят автомобильная дорога Т-2107 и железная дорога, станция Победа.

## История
- 1899 — дата основания.
- 2025 — село переименовали с Победа на Ридное

## Экономика
- Птице-товарная ферма.

## Достопримечательности
- Братская могила советских воинов. Похоронено 575 воинов.